# Captain Underpants: The First Epic Movie
Captain Underpants: The First Epic Movie (Nederlandse titel: Kapitein Onderbroek: Het eerste grote avontuur) is een Amerikaanse computeranimatiefilm uit 2017 van DreamWorks Animation. De film is gebaseerd op het kinderboek The Adventures of Captain Underpants van Dav Pilkey.

## Verhaal
Harold en George zijn twee vrienden die als herrieschoppers de hele school op z'n kop zetten. Door hun kattenkwaad worden ze naar het kantoor gestuurd van de schoolhoofd, Mr. Krupp, om gestraft te worden. George hypnotiseert Mr. Krupp en beveelt hem te doen alsof hij een superheld is genaamd Captain Underpants. Hij gaat de stad in om de misdaad bestrijden.

## Stemverdeling
| Personage                   | Engelse stem       | Nederlandse stem              |
| --------------------------- | ------------------ | ----------------------------- |
| George Beard                | Kevin Hart         | Mitchell van den Dungen Bille |
| Harold Hutchins             | Thomas Middleditch | Sander van Amsterdam          |
| Mr.Krupp/Captain Underpants | Ed Helms           | Huub Dikstaal                 |
| Professor Poopypants        | Nick Kroll         | Fred Meijer                   |
| Melvin Sneedly              | Jordan Peele       | Jürgen Theuns                 |
| Edith                       | Kristen Schaal     | Marjolein Algera              |
| Ms. Tara Ribble             | Dee Dee Rescher    |                               |
| Mr. Rected                  | Brian Posehn       |                               |
| Miss Anthrope               | Grey DeLisle       |                               |
| Mr. Meaner                  | Fred Tatasciore    |                               |
| Mr. Morty Fyde              | Mel Rodriguez      |                               |